# Expresie idiomatică
În frazeologie, o expresie idiomatică este o unitate frazeologică constituită dintr-o îmbinare de cuvinte cu un grad relativ mare de fixitate, care se opune prin aceasta unei îmbinări libere de cuvinte sau unei unități frazeologice cu un grad relativ mic de fixitate.
Adjectivul „idiomatică” derivă de la termenul „idiom”, iar folosirea lui se datorează unei definiții tradiționale a expresiei idiomatice, după care aceasta ar fi specifică unui anumit idiom, în sensul că nu poate fi tradusă cuvânt cu cuvânt în alt idiom.
Definirea, delimitarea expresiei idiomatice de alte tipuri de unități frazeologice și însăși denumirea ei sunt controversate, prin urmare neunitare printre cercetători, mai ales din cauza faptului că nu numai pentru unitățile frazeologice în general, ci și în cadrul celor pentru care se acceptă termenul de expresie idiomatică, gradul de fixitate este diferit, lucru în privința căruia diferiții autori sunt de acord.

## Caracteristicile expresiei idiomatice
Diferitele trăsături caracteristice ale expresiei idiomatice se pot concentra în termenul „idiomaticitate”. Aceasta este interlinguală, după cum reiese din definiția clasică a expresiei idiomatice, dar în cercetarea actuală este considerată și intralinguală, exprimând diferențele față de îmbinarea liberă de cuvinte din cadrul aceleiași limbi.

### Caracteristici generale
Idiomaticitatea intralinguală constă în primul rând în trei caracteristici generale: sensul non-compozițional, ruptura paradigmatică și fixitatea morfosintactică.

#### Sensul non-compozițional
Din punct de vedere semantic, expresia idiomatică se caracterizează prin sensul său non-compozițional. Aceasta înseamnă că sensul expresiei nu rezultă din sensurile inițiale ale elementelor componente adăugate unul altuia, ci că îmbinarea de cuvinte are un sens nou, diferit de acestea.
Sensul nou se poate forma prin metaforizare. Unii autori consideră chiar că o expresie idiomatică poate fi numai metaforică. Este cazul, în limba română, al expresiei a tăia frunză la câini sau, în franceză, al expresiei avoir du plomb dans l’aile (literal „a avea plumb în aripă”) „a fi precar”.
Unii lingviști consideră expresii idiomatice și cuvintele compuse bazate pe metafore. Limba maghiară, bunăoară, în care compunerea este un mod foarte frecvent de formare a cuvintelor, are și asemenea cuvinte. De exemplu, sintagma kék harisnya „ciorap albastru”, al cărei sens este compozițional, formează prin metaforizare cuvântul compus idiomatic kékharisnya „femeie cu pretenții de atotștiutoare”. Unii lingviști consideră cuvânt compus în franceză și grupul de cuvinte scrise separat, dacă formează împreună o metaforă și, prin urmare, intră astfel în categoria expresiei idiomatice. De exemplu cordon bleu, atunci când este o sintagmă din două cuvinte, înseamnă „cordon albastru”, iar când este cuvânt compus idiomatic – „bucătar bun”.
Îmbinările de cuvinte care sunt sinonime cu un singur cuvânt sunt considerate de unii lingviști locuțiuni, chiar dacă sunt metaforice, de exemplu nod în papură = cusur.
După unii lingviști, expresia idiomatică nu este neapărat metaforică, ci este suficient ca sensul ei să nu poată fi dedus prin analiza morfemelor sale, să nu poată intra într-o construcție mai mare și să nu poată fi tradusă literal în altă limbă. Astfel este în franceză expresia verbală impersonală il y a „este, există” (lit. „el acolo are”).

#### Ruptura paradigmatică
Această caracteristică ține de aspectul lexical, constând în imposibilitatea de a înlocui vreun element al expresiei idiomatice cu un sinonim sau cu un cuvânt de pe aceeași axă paradigmatică. Astfel, propoziția fr  Ce projet a du plomb dans l’aile „Proiectul acesta este precar” nu poate fi reformulată *Ce projet a du fer dans l’aile lit. „Proiectul acesta are fier în aripă”.

#### Fixitatea morfosintactică
Din punctul de vedere al morfologiei și sintaxei, în expresia idiomatică, posibilitățile transformaționale sunt reduse sau inexistente. De exemplu, propoziția fr  Ce projet a du plomb dans l’aile nu poate fi reformulată *Ce projet a du plomb dans les ailes lit. „Proiectul acesta are plumb în aripi”, cu substantivul la plural. În afară de o asemenea imposibilitate mai sunt și alte blocaje. Dacă se ia ca exemplu propoziția fr  Pierre a cassé sa pipe „Pierre a dat ortul popii” (lit. „Pierre și-a spart pipa”), se constată că sunt posibile următoarele transformări dacă a cassé sa pipe are sens propriu, dar sunt imposibile aceleași transformări dacă este vorba de o expresie idiomatică:
- transformarea de la diateza activă la cea pasivă: *Sa pipe a été cassée par Pierre „Pipa sa a fost spartă de Pierre”;
- înlocuirea lui sa pipe cu un pronume: *Pierre l’a cassée „Pierre a spart-o”;
- scoaterea în evidență a lui sa pipe: *C’est sa pipe que Pierre a cassée „Pipa sa a spart-o Pierre”;
- transformarea lui sa pipe în antecedentul unei propoziții atributive: *la pipe que Pierre a cassée „pipa pe care Pierre a spart-o”.

Mai sunt și alte limitări morfosintactice în cazul expresiei idiomatice:
- Elementele componente precum substantivul nu pot fi actualizate, adică nu poate fi schimbat determinantul acestuia. De exemplu, propoziția fr  Pierre a pris une veste, dacă înseamnă „Pierre a eșuat” și nu „Pierre a luat un sacou”, nu poate fi reformulată *Pierre a pris sa veste lit. „Pierre și-a luat sacoul” sau *Pierre a pris cette veste lit. „Pierre a luat acest sacou”.
- Este redusă posibilitatea de a introduce elemente noi în secvența constituită de expresia idiomatică. De exemplu, propoziția fr  Il tourne de l’œil „(El) leșină” sau „(El) moare” (lit. „El întoarce ochiul”) nu poate fi dezvoltată în *Il tourne de l’œil gauche lit. „Întoarce ochiul stâng” sau *Il tourne d’un seul œil lit. „Întoarce un singur ochi”.
- Nu se poate pune o întrebare care să vizeze substantivul din expresie. De exemplu, în cazul propoziției Pierre a pris la tangente „Pierre a fugit” sau „Pierre s-a eschivat” (lit. „Pierre a luat tangenta”), nu se poate pune întrebarea Qu’est-ce que Pierre a pris? „Ce a luat Pierre?” pentru răspunsul *La tangente[14].

În domeniul morfosintactic, gradul de fixitate este diferit de la caz la caz. Nu poate fi schimbat numărul substantivului din expresia idiomatică, dar verbul poate fi la mai multe forme modale și temporale. Posibilitatea de a introduce elemente noi este redusă, dar nu la zero. De exemplu, propoziția Il tourne de l’œil poate fi dezvoltată în Il tourne vraiment de l’œil „Chiar că leșină / moare” (lit. „Întoarce cu adevărat ochiul”).

### Alte caracteristici
Expresia idiomatică este cel mai adesea o sintagmă, dar poate fi și o propoziție completă care are un grad de fixitate foarte mare, de exemplu fr  Les carottes sont cuites „Situația e disperată” (lit. „Morcovii sunt fierți”), neacceptând nicio transformare.
Definiția tradițională a expresiei idiomatice ca fiind specifică unui anumit idiom se adeverește în cazul majorității expresiilor idiomatice, mai ales în al celor care au la bază realități specifice comunității lingvistice respective (de exemplu expresia românească a o pune de mămăligă) dar sunt și unele comune mai multor limbi, care au la bază aceleași referințe istorice, civilizaționale, culturale etc., cum sunt cele din mitologia greacă sau cele biblice. Exemplu pentru o expresie cu sensul „punct vulnerabil”:
ro  călcâiul lui Ahile – fr  le talon d’Achille – it  il tallone di Achille – en  Achilles’ heel – de  Achillesferse
O trăsătură a unor expresii idiomatice este de a păstra cuvinte arhaice, care nu mai sunt folosite singure: pe de rost (în care cuvântul rost avea în perioada formării expresiei sensul gură), fr  avoir la berlue „a vedea lucrurile deformând realitatea” (cu cuvântul învechit berlue „afecțiune a vederii din cauza căreia se văd obiecte inexistente”).
Dacă unele îmbinări de cuvinte pot fi interpretate și compozițional și non-compozițional, de exemplu fr  casser sa pipe, altele sunt numai non-compoziționale, deci numai expresii idiomatice. Este vorba de cele în care se îmbină elemente care în mod normal nu se pot îmbina, de exemplu fr  avoir avalé son parapluie „a fi bățos” (lit. „a-și fi înghițit umbrela”).

## Exploatarea stilistică a expresiilor idiomatice
Folosirea expresiilor idiomatice metaforice contribuie la expresivitatea comunicării. Acest lucru este valabil pentru utilizarea lor ca atare, dar și încălcarea conștientă a fixității se face uneori în scop stilistic, de exemplu în presă. Exemplu pornind de la expresia a-i scoate cuiva peri albi: Lyon i-a scos cei mai mulți peri albi Realului.